# Black Beauty (film 1906)
Black Beauty è un cortometraggio muto del 1906 diretto e interpretato da Lewin Fitzhamon.
Si conoscono pochi dati del film che, prodotto dalla Hepworth, fu distrutto nel 1924 dallo stesso produttore, Cecil M. Hepworth. Fallito, in gravissime difficoltà finanziarie, il produttore pensò in questo modo di poter almeno recuperare il nitrato d'argento della pellicola.

## Trama
Un cavallo porta i soccorsi quando alcuni vagabondi attaccano il suo padrone.

## Produzione
Il film fu prodotto dalla Hepworth.

## Distribuzione
Distribuito dalla Hepworth, il film - un cortometraggio di 145 metri - uscì nelle sale cinematografiche britanniche nell'agosto 1906. Nel 1910, la Hepworth produsse, sempre diretto da Fitzhamon, un altro Black Beauty.